# 트리니다드 토바고의 행정 구역

트리니다드 토바고의 행정 구역

트리니다드 토바고의 행정 구역은 크게 두 가지로 나뉜다. 트리니다드섬은 9개 지역(Region), 3개 구(Borough), 2개 시(City)로 구성되어 있다. 토바고섬은 자치권을 갖고 있으며 토바고섬 의회(Tobago House of Assembly)를 두고 있다.
| 행정 구역               | 면적 (km2) | 인구 (2001년 기준) | 인구 밀도 (명/km2) | 중심 도시      |
| ----------------------- | ---------- | ------------------ | ------------------ | -------------- |
| 포트오브스페인시        | 13.45      | 49,031             | 3,650              | 포트오브스페인 |
| 샌퍼넌도시              | 18.64      | 55,419             | 2,970              | 샌퍼넌도       |
| 차과나스구              | 59.65      | 67,433             | 1,130              | 차과나스       |
| 아리마구                | 11.15      | 32,278             | 2,890              | 아리마         |
| 포인트포르틴구          | 23.88      | 19,056             | 800                | 포인트포르틴   |
| 쿠바타바키테탈파로 지역 | 719.64     | 162,779            | 230                | 쿠바           |
| 디에고마틴 지역         | 127.53     | 105,720            | 830                | 프티밸리       |
| 페날데베 지역           | 246.91     | 83,609             | 340                | 페날           |
| 프린세스타운 지역       | 621.35     | 91,947             | 150                | 프린세스타운   |
| 리오클라로마야로 지역   | 852.81     | 33,480             | 40                 | 리오클라로     |
| 산후안라벤틸 지역       | 220.39     | 157,295            | 710                | 라벤틸         |
| 상그레그란데 지역       | 898.94     | 64,343             | 70                 | 상그레그란데   |
| 시파리아 지역           | 510.48     | 81,917             | 160                | 시파리아       |
| 투나푸나피아르코 지역   | 527.23     | 203,975            | 370                | 투나푸나       |
| 토바고섬                | 303.00     | 54,084             | 179                | 스카버러       |